# Corno di bassetto

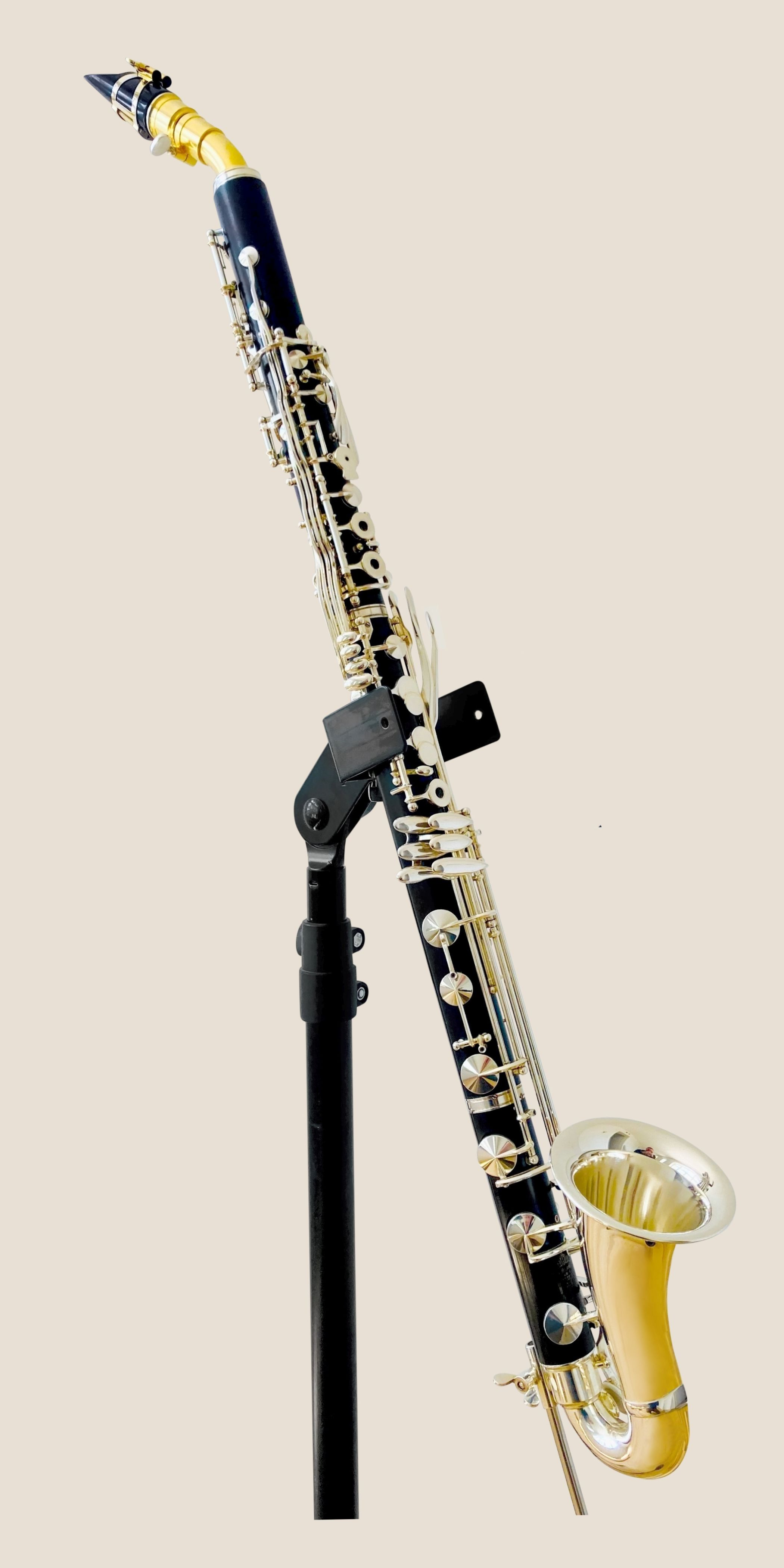
Corno di bassetto, Sistema francés (Leblanc)

El corno di bassetto (plural: corni di bassetto), cuerno de bajete o clarinete tenor es un instrumento de viento-madera, miembro de la familia del clarinete.

## Historia
La invención del corno di bassetto se debe a Anton y Johan Mayrhofer en 1770. El clarinete había sido ideado 70 años antes. 
Los primeros corni di bassetto presentaron una forma muy atractiva y, sobre todo, práctica. Inicialmente, tenía forma de hoz; luego, estuvo compuesto por dos cuerpos rectos conectados por un compartimiento en forma de codo. Por último, adoptó la forma de un clarinete alargado, con llaves adicionales, acabado en un pabellón de metal (este último modelo permitía una mayor proyección del sonido). 
El corno di bassetto fue el primer clarinete con cuerpo curvado. Sonando una tercera por debajo del clarinete en la, y, por tanto, instrumento transpositor en fa, el corno di bassetto puede ser considerado como un primer paso hacia el clarinete bajo, inventado a principios del siglo XIX. 
Hoy en día, ciertos fabricantes confeccionan corni di bassetto de ébano, ya que el sonido de la madera es más cálido y dulce.

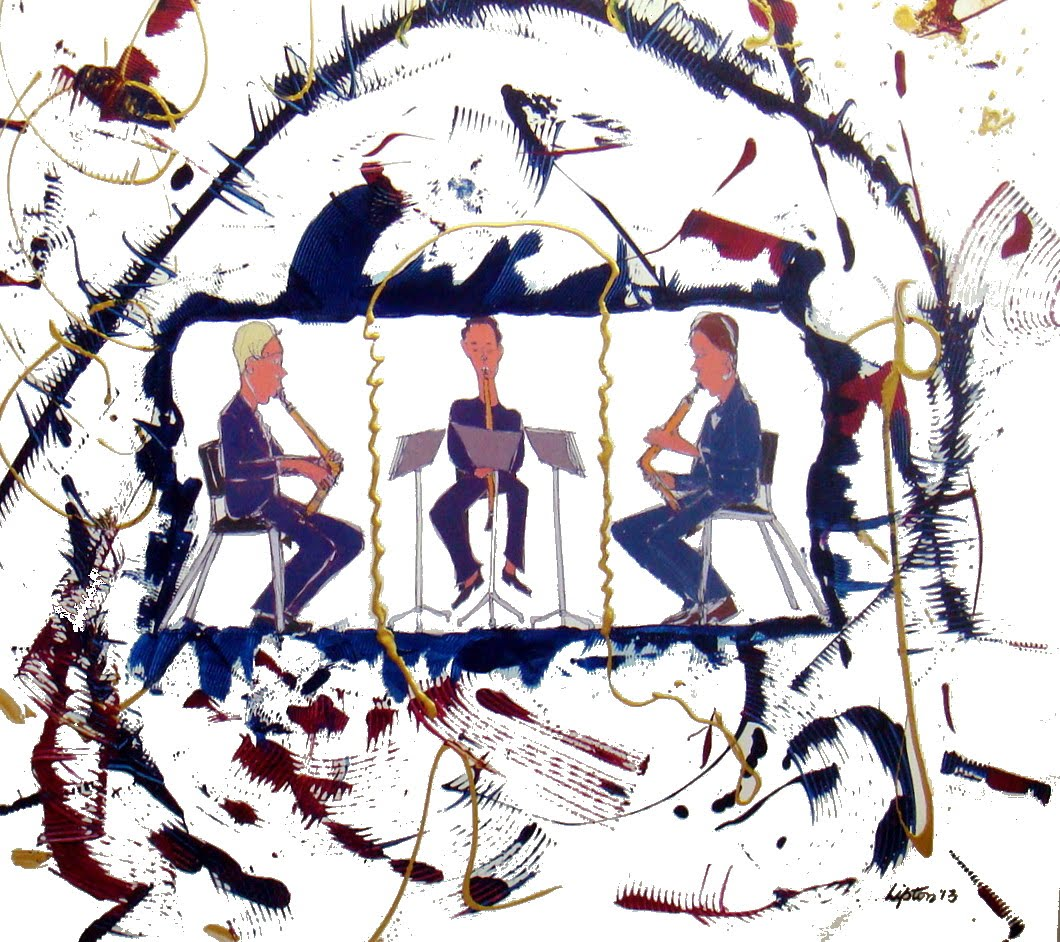
Mozart Divertimento para 3 cornos di bassetto (Kay Lipton - "Art Informed By Music")
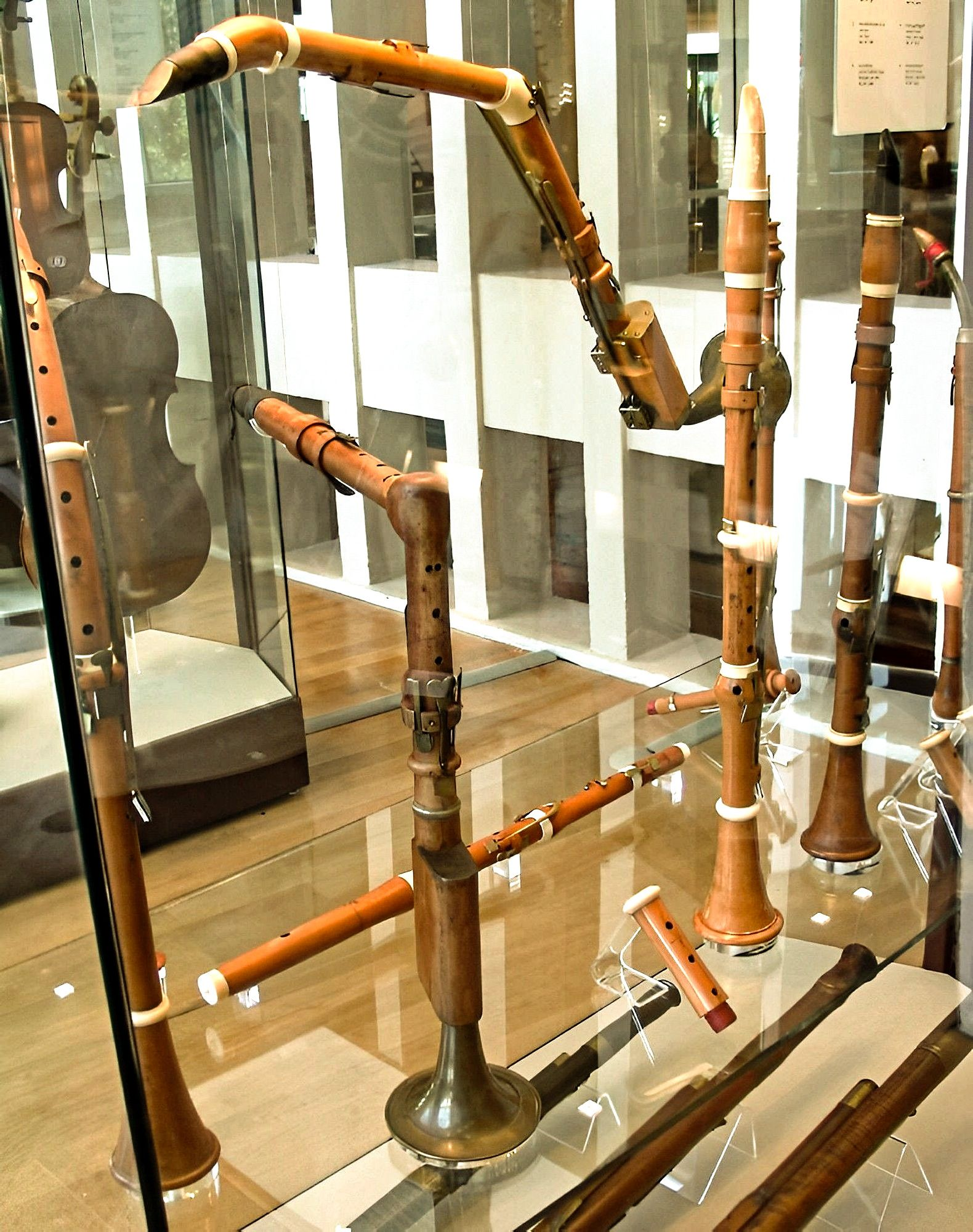
Museo de Instrumentos Musicales de Berlín: Cornos di bassetto del siglo XVIII (i clarinetes, flautas y fagotes)
Corno di bassetto de Jakob Friedrich Grundmann (1787)
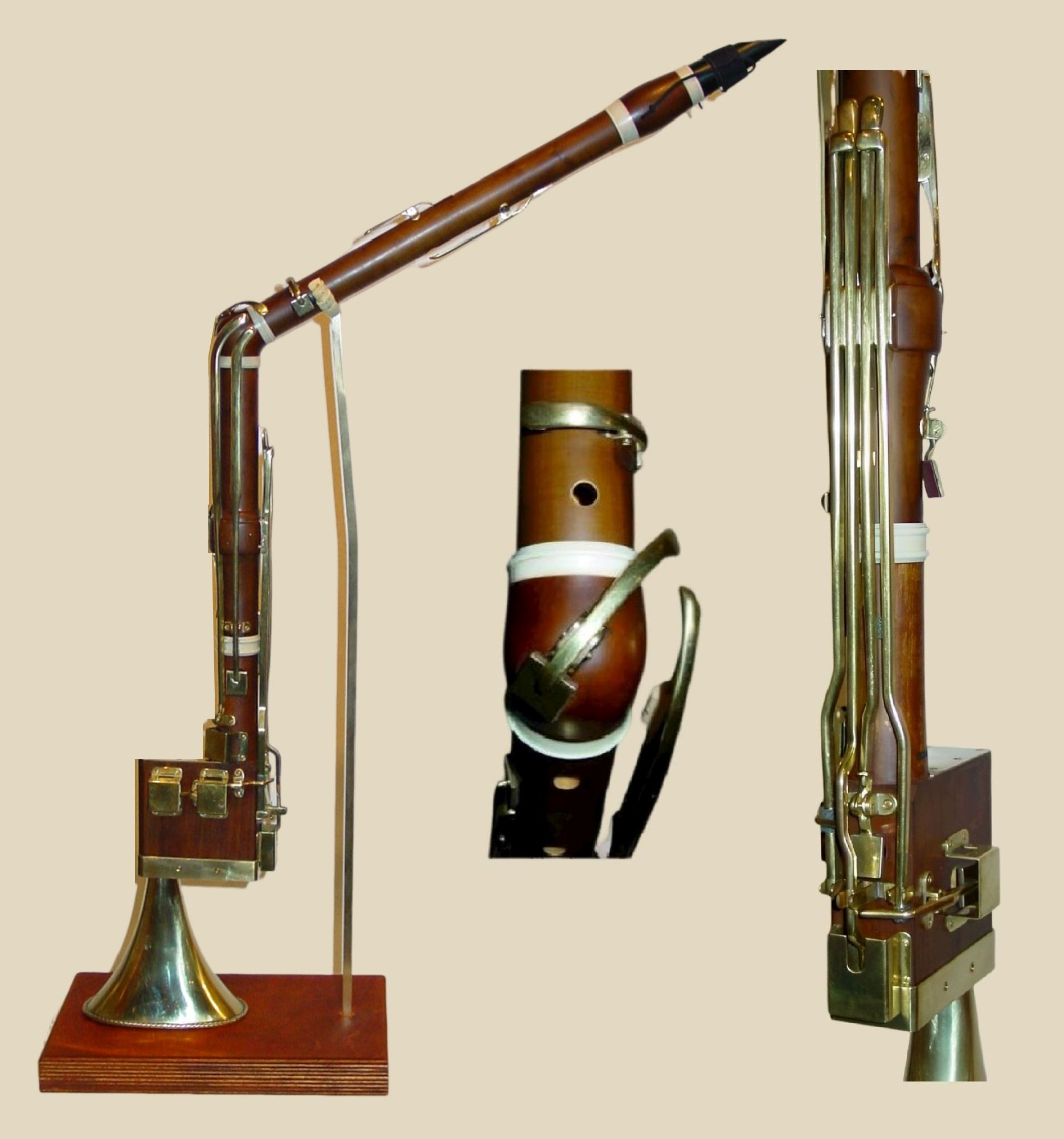
Corno di bassetto cromática según Theodor Lotz (réplica) con caja colocada en el extremo del instrumento para alargar el tubo.
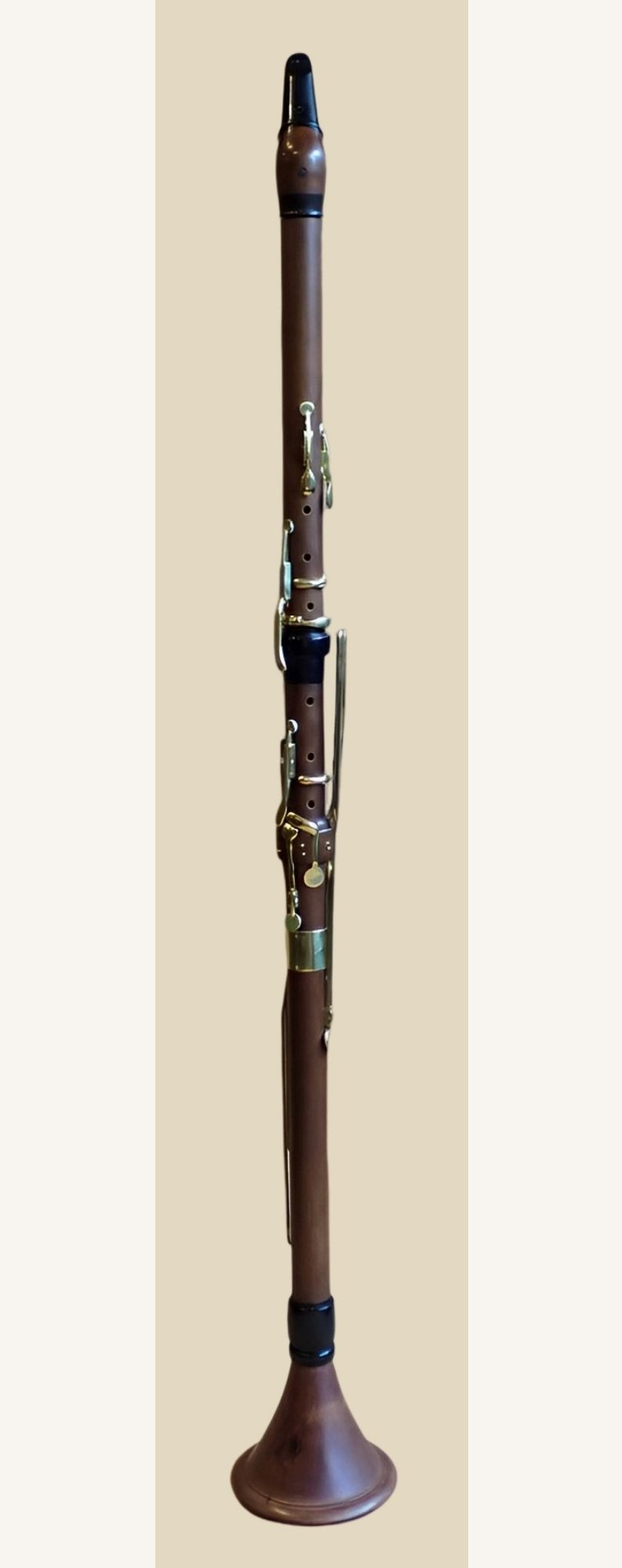
Corno di bassetto romántica, forma alargada, 13 teclas (réplica)

## Construcción y tono
El corno di bassetto está formado por un tubo cilíndrico similar al del clarinete pero más largo que este, y presenta una curvatura cerca de la boquilla (en lugar de tener un cuerpo totalmente recto). Mientras que el clarinete es un instrumento transpositor afinado en si bemol o la, el corno di bassetto está afinado generalmente en fa. El intérprete puede abrir y cerrar los orificios que hay a lo largo del cuerpo de este instrumento pulsando una serie de llaves (al igual que en el clarinete). 
Su timbre es similar al del clarinete, pero más oscuro, lo que hizo que se relacione con lo sobrenatural.

## Repertorio

### General
Numerosos compositores del periodo clásico escribieron piezas para este instrumento, siendo uno de sus intérpretes más conocidos el clarinetista Anton Stadler, amigo de Wolfgang Amadeus Mozart. Precisamente, el compositor de Salzburgo fue el compositor más importante que escribió música para corno di bassetto, incluyéndolo en la Maurerische Trauermusik KV 477, la Gran Partita KV 361, el Réquiem KV 626, y en varias óperas, como El rapto en el serrallo y La clemencia de Tito, donde aparece en la famosa aria de Vitelia "Non più di fiori", con corno di bassetto obbligato, y obras de cámara, como lo son el adagio para dos clarinetes y tres cornos di bassetto K 411 y también el adagio para dos cornos di bassetto y fagot K 410. Mozart escribió docenas de piezas para agrupaciones de corno di bassetto. Su famoso concierto para clarinete y orquesta en la mayor, K 622, fue compuesto en un principio como concierto para corno di bassetto en sol mayor. 
Entre otras obras tempranas compuestas para este instrumento se incluyen el Concierto para corno di bassetto en sol y pequeña orquesta' de Carl Stamitz, que posteriormente fue arreglado para corno di bassetto en fa, y un concierto en fa mayor de Heinrich Backofen.
En el siglo XIX, Felix Mendelssohn escribió dos piezas para corno di bassetto, clarinete y piano (opus 113 y 114), que fueron posteriormente arregladas para orquesta de cuerda. Antonín Dvořák, usó este instrumento en su Suite checa (1879), pero el instrumento fue abandonado hasta que Richard Strauss lo usó en sus óperas Elektra (1909), Der Rosenkavalier, y Capriccio, y en algunas obras posteriores, incluidas dos serenatas para instrumentos de viento.

### Otras obras
- En el siglo XX, Karlheinz Stockhausen escribió para corno di bassetto, confiriéndole un papel importante en su ciclo de óperas Licht y en otras piezas.
- Dreams and Prayers of Isaac the Blind para orquesta de viento (clarinetes sopranos, corno di bassetto, y clarinete bajo) y cuarteto de cuerda de Osvaldo Golijov; posteriormente arreglado para clrinete solo y orquesta de cuerda.
- Serenata sobre la ópera Oberón de Carl Maria von Weber para corno di bassetto y dos guitarras, op. 28, escrita por Heinrich Neumann.
- Karl Stamitz escribió un concierto para corno di bassetto y orquesta.
- El compositor argentino Julio Viera escribió Serenata (2010) para corno di bassetto.

### Mozart y el corno di bassetto
A Mozart le gustaban mucho los instrumentos de viento, y particularmente el clarinete. La primera vez que Mozart usó el corno di bassetto fue en 1781. Para la Serenata n.º 10 en si bemol mayor, conocida como Gran Partita, utiliza trece instrumentos de viento, incluyendo dos clarinetes en si bemol y dos corni di bassetto.
A partir de entonces, Mozart utilizó el corno di bassetto en la mayoría de sus obras de música de cámara para instrumentos de viento. La culminación de su pasión por este instrumento está en su última obra, el Réquiem, en el que empleó dos corni di bassetto.

## Hoy en día
El equivalente moderno es el clarinete alto, no obstante, ha sido paulatinamente reemplazado por el clarinete bajo.